# Baron Rathcavan

Wappen der Barone Rathcavan

Baron Rathcavan,  of The Braid in the County of Antrim, ist ein erblicher britischer Adelstitel in der Peerage of the United Kingdom.
Familiensitz der Barone ist Cleggan Lodge bei Ballymena im County Antrim.

## Verleihung und nachgeordnete Titel
Der Titel wurde am 11. Februar 1953 für den unionistischen Politiker Sir Hugh O’Neill, 1. Baronet geschaffen. Bereits am 17. Juni 1929 war ihm der fortan nachgeordnete Titel Baronet, of Cleggan in the County of Antrim, verliehen worden.
Heutiger Titelinhaber ist seit 1994 sein Enkel als 3. Baron.

## Liste der Barone Rathcavan (1953)
- Hugh O’Neill, 1. Baron Rathcavan (1883–1982)
- Phelim O’Neill, 2. Baron Rathcavan (1909–1994)
- Hugh O’Neill, 3. Baron Rathcavan (* 1939)

Titelerbe (Heir Apparent) ist der Sohn des aktuellen Titelinhabers, Hon. Francois O’Neill (* 1984).